# 秋山充三郎
秋山 充三郎（あきやま みつさぶろう、1885年（明治18年）2月17日 - 1944年（昭和19年）3月14日）は、大日本帝国陸軍軍人。最終階級は陸軍少将。功三級。

## 経歴
茨城県出身。陸軍士官学校第18期、陸軍大学校第29期卒業。1922年（大正11年）4月、陸軍歩兵少佐に進級し、1923年（大正12年）9月時点で基隆要塞参謀の任にあった。1925年（大正14年）9月時点で歩兵第34連隊附となり、1926年（大正15年）3月に陸軍歩兵中佐に進級した。1927年（昭和2年）3月より歩兵第34連隊附のまま、静岡高等学校に配属され、1928年（昭和3年）9月時点で静岡県立焼津水産学校配属を兼ねた。
1929年（昭和4年）3月に第19師団参謀に転じ、1931年（昭和6年）8月に陸軍歩兵大佐進級と同時に高田連隊区司令官に着任した。1933年（昭和8年）3月に歩兵第28連隊長（第7師団・歩兵第14旅団）に転じ、1936年（昭和11年）3月に陸軍少将進級と同時に歩兵第13旅団長（第7師団）に着任した。1937年（昭和12年）8月2日に待命となり、8月22日に予備役に編入されたが、同年10月12日に召集され、歩兵第127旅団長（中支那方面軍・第10軍・第114師団）に着任して日中戦争に出動。徐州会戦などの各作戦で奮戦し、1939年（昭和14年）9月25日に召集解除となった。